# Aloe bussei
Aloe bussei är en grästrädsväxtart som beskrevs av Alwin Berger. Aloe bussei ingår i släktet Aloe och familjen grästrädsväxter. IUCN kategoriserar arten globalt som sårbar.
Artens utbredningsområde är Tanzania. Inga underarter finns listade i Catalogue of Life.

## Bildgalleri

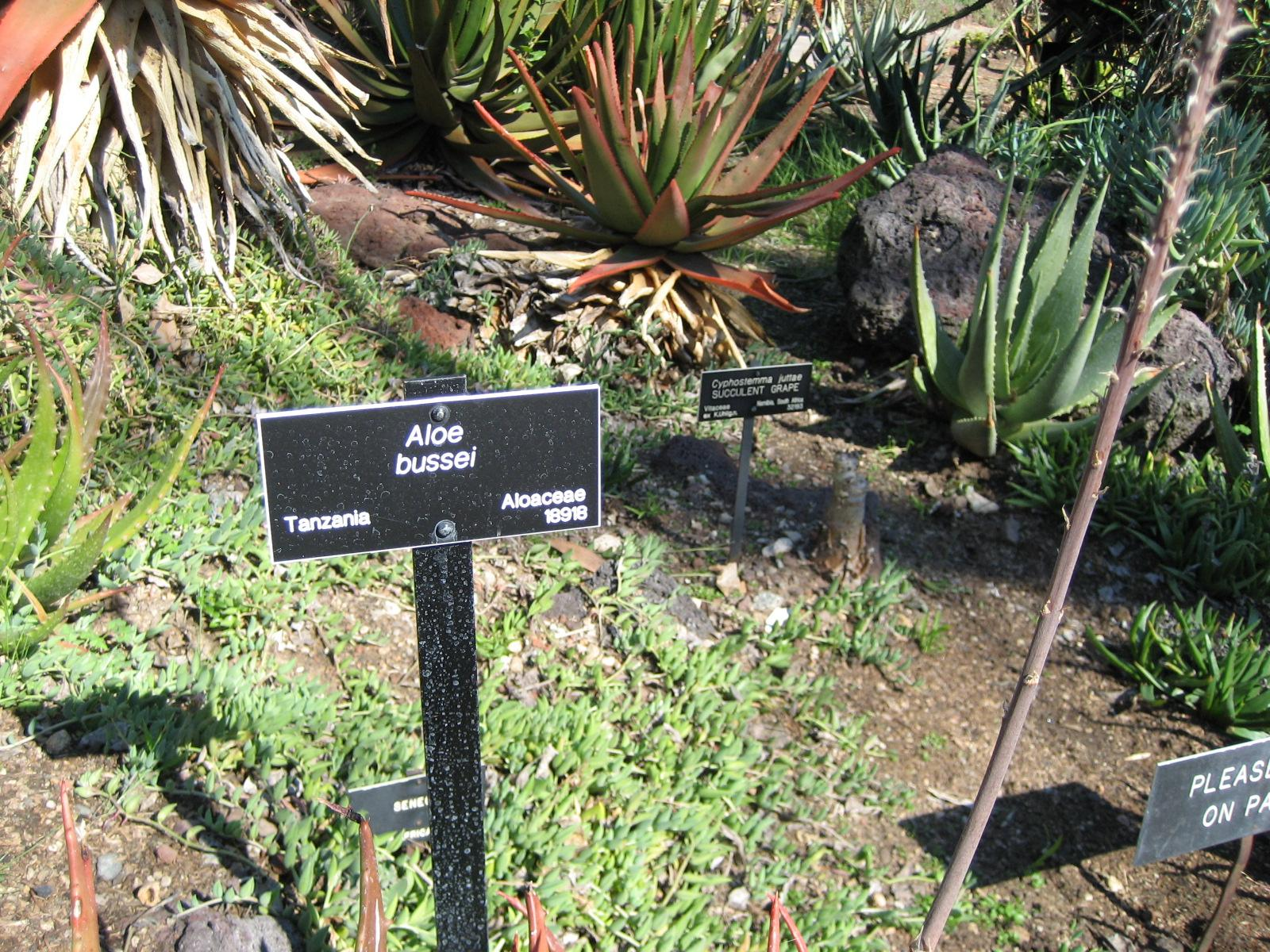